# Natasha Lako
Natasha Lako, née en 1948 à Korça (Albanie), est une femme de lettres albanaise, poétesse et romancière, qui mène en parallèle une carrière dans le cinéma en tant que scénariste, chercheuse et archiviste.

## Biographie
Étudiante à la Faculté des sciences politiques et sociales Vcommence, dès 16 ans, à publier dans différents journaux et revues.
Elle fut, avec Diana Çuli et Elena Kadare, l'une des seules femmes à écrire sous le régime communiste.
De 1991 à 1993 elle est élue au Parlement pour représenter le Parti démocratique dans le premier gouvernement de coalition.
Elle dirige les Archives nationales albanaises du film depuis 1997 — date de leur création en tant qu'institution autonome — ainsi que la société de production Alba Film Studio, héritière des célèbres studios Shqipëria e Re.
En 2003 elle participe au Salon du livre et des cultures à Luxembourg.
Natasha Lako est l'épouse du réalisateur Mevlan Shanaj.

## Œuvres

### Recueils de poésie
Ses poèmes ont fait l'objet de traductions dans plusieurs langues (français, allemand, anglais, néerlandais, italien, grec et suédois).
- 1972 : Mars en nous (Marsi brenda nesh)
- 1979 : Le Premier mot du monde (E para fjalë botës)
- 1984 : La Chemise du printemps (Këmisha e Pranverës)
- 1986 : Constellation de mots (Yllësia e fjalëve)
- 1990 : Nature silencieuse (Natyrë e qetë)
- 1995 : Le Sac de colombes (Thesi me pëllumba)

### Romans
- 1977 : Les Saisons de la vie (Stinët e jetës)

### Essais
- (mk) "Igrata na albanskata filmska slika (1895-1945)", in Razvojot i proniknuvanjeto na balkanskite natsionalni kinematografii vo periodot od 1895 do 1945 godina, Skopje, Éd. Boris Nonevski/Kinoteka na Makedonija, p. 192-223.

### Films (scénarios)
- 1979 : Mësonjëtorja
- 1980 : Partizani i vogël Velo
- 1982 : Rruga e lirisë
- 1983 : Një emër midis njerzëve
- 1984 : Koha nuk pret (TV)
- 1986 : Fjalë pa fund
- 1987 : Një vitë i gjatë
- 1989 : Muri i gjallë
- 1990 : Fletë të bardha (TV)
- 2003 : Fleurs rouges, fleurs noires (Lule të kuqe, lule të zeza), réalisé par Mevlan Shanaj